# 마스카라

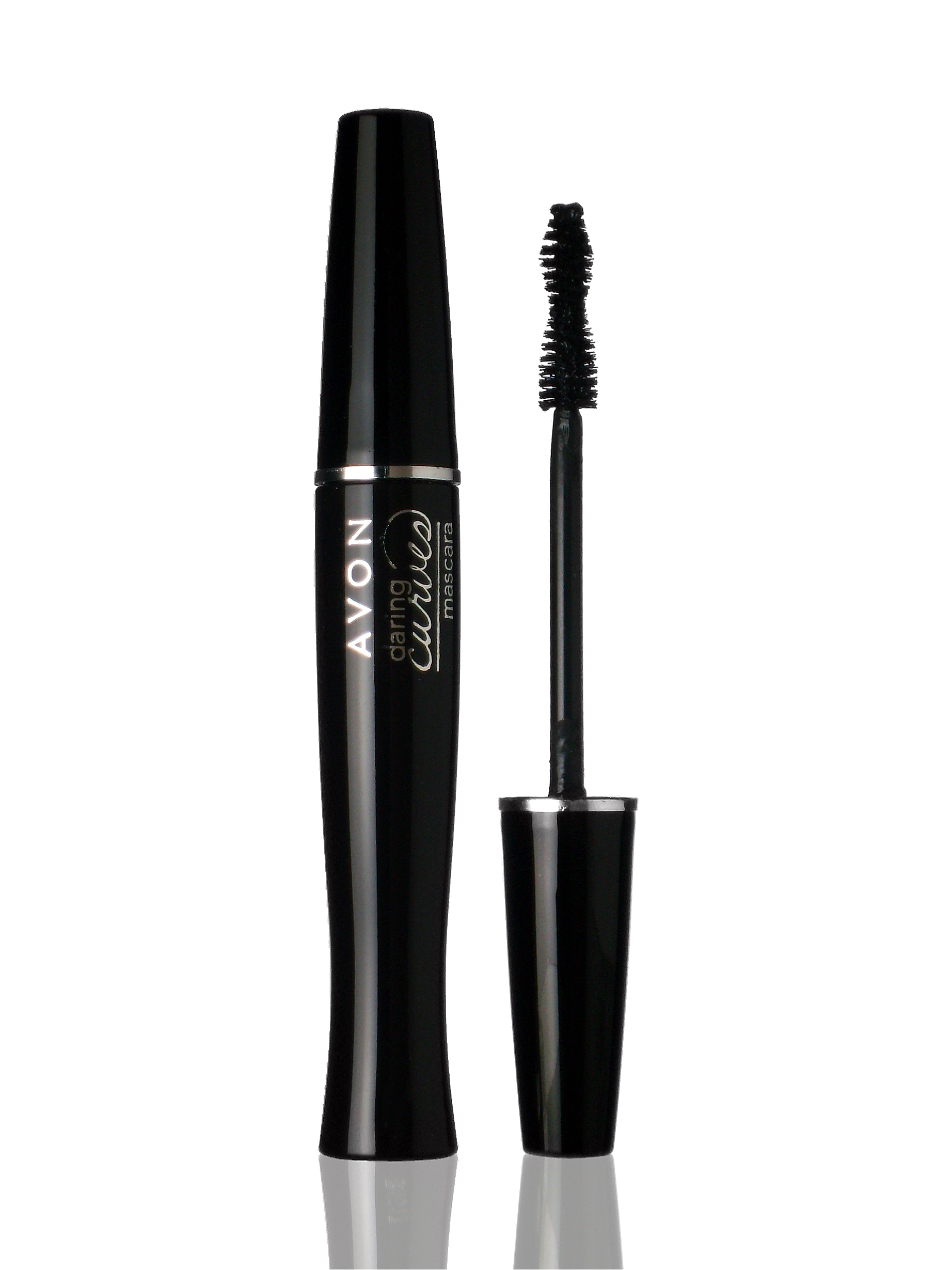
마스카라

마스카라(Mascara, 문화어: 눈섭먹)는 눈썹 등에 하는 화장품이다. 속눈썹을 돋보이게 하고 두껍게 하고, 길게 하고 윤곽을 뚜렷하게 하는 데 사용된다. 일반적으로 액체, 파우더, 크림의 세 가지 형태 중 하나로 현대 마스카라 제품은 다양한 공식을 가지고 있다. 그러나 대부분은 안료, 오일, 왁스 및 방부제의 동일한 기본 구성 성분을 포함한다. 가장 일반적인 형태의 마스카라는 도포용 브러시와 함께 튜브에 담긴 액체이다.

## 어원
마스카라라는 단어의 출처는 불분명하다. '마스크' 또는 '얼룩'을 의미하는 스페인어 단어 máscara에서 파생되었을 가능성이 있으며, '마스크'를 의미하는 이탈리아어 단어 maschera가 어원일 가능성이 있다. 관련 카탈루냐어 단어는 그을음 또는 검은 얼룩을 의미하며, 포르투갈어 단어 máscara는 '마스크'를 의미하고 mascarra는 어두운 얼룩 또는 얼룩을 의미한다. 아랍어 마스크하라(maskharah) 또는 '버푼(buffoon)'에서 유래한 가능한 출처에 대한 강력한 지지도 있다. 여성의 눈과 관련된 히브리어 בשקרות(mesaqqeroth `eynayim)는 이사야서 3장 16절에 나온다. 이는 눈을 희롱하거나 추파를 던지거나 빨간색 색소로 칠하는 것을 의미할 수 있다.
라틴어 논문에서는 마녀를 언급할 때 때때로 마스카라라는 단어를 사용했다.

## 역사
'마스카라'라는 이름은 19세기 중반 프랑스인들이 알제리의 마스카라라는 옛 도시를 정복하는 동안 안티몬 가루를 발견했기 때문에 같은 이름을 가진 도시에서 유래되었을 가능성이 높다. 유목민들은 이를 미용 제품으로 사용했을 뿐만 아니라 다양한 트라코마와 안과 질환으로부터 자신을 보호하기 위해 사용했다.
미적인 장식은 보편적인 문화적 요소이며 마스카라는 고대 이집트에서 기록될 수 있다. 기원전 4000년경의 기록에는 속눈썹, 눈꺼풀, 눈썹을 어둡게 하는 데 사용된 콜이라는 물질이 언급되어 있다. 콜은 남성과 여성 모두 악령을 물리치고 영혼을 보호한다고 믿어 눈을 가리는 데 사용되었다. 방연광으로 구성되는 경우가 많다. 공작석, 숯이나 그을음, 악어 대변; 꿀; 콜이 흐르지 않도록 물을 추가했다. 이집트의 영향으로 이후의 바빌로니아, 그리스, 로마 제국에서도 콜의 사용이 지속되었다. 로마 제국이 멸망한 후, 콜은 화장품으로만 여겨졌던 유럽 대륙에서 더 이상 사용되지 않게 되었다. 반대로 중동에서는 종교적 목적으로 계속해서 널리 사용되었다.
빅토리아 시대에는 사회적 의견이 화장품 홍보쪽으로 급격하게 바뀌었고 여성들은 하루의 대부분을 미용 요법에 소비하는 것으로 알려졌다. 길고 어두운 속눈썹의 환상을 만들기 위해 많은 노력을 기울였다. 이를 시도하면서 빅토리아 시대 여성들은 집에서 일종의 마스카라를 만들었다. 재나 등불과 엘더베리 주스를 섞은 혼합물을 접시 위에 놓고 가열한 다음 그 가열된 혼합물을 속눈썹에 바른다.
오늘날 사람들이 마스카라로 인식하는 제품은 19세기까지 개발되지 않았다. 유진 리멜(Eugène Rimmel)이라는 화학자는 새로 발명된 바셀린을 사용하여 화장품을 개발했다. 리멜이라는 이름은 물질과 동의어가 되었으며 오늘날 포르투갈어, 스페인어, 그리스어, 터키어, 루마니아어 및 페르시아어에서는 여전히 "마스카라"로 번역된다.
대서양을 건너 거의 같은 시기에 1915년에 토머스 윌리엄스(Thomas Lyle Williams)는 그의 여동생 마벨(Mabel)을 위해 놀랍도록 유사한 물질을 만들었다. 1917년에 그는 메이벨린(Maybelline)이라는 회사로 성장한 제품으로 우편 주문 사업을 시작했다.
두 사람이 개발한 마스카라는 바셀린과 석탄을 정해진 비율로 섞어 만든 것이다. 이 물질은 명백히 지저분했고 더 나은 대안이 곧 개발되었다. 비누와 검정색 염료가 같은 비율로 들어 있는 케이크에 물을 묻힌 브러시로 문지르고 속눈썹에 발랐다. 그러나 여전히 매우 지저분했다. 1957년 헬레나 루빈스타인(Helena Rubinstein)의 혁신으로 인해 큰 개선이 이루어지지 않았다.
루빈스타인의 발전을 이끈 사건들은 20세기 초 파리에서 시작되었다. 세계 패션의 중심지인 그곳에서 마스카라는 빠르게 인기를 얻고 널리 사용되었다. 미국 뷰티 산업의 두 거물인 엘리자베스 아덴(Elizabeth Arden)과 헬레나 루빈스타인(Helena Rubinstein)은 뷰티 산업의 발전을 지켜보고 따라잡았다. 1차 세계대전 이후 미국 소비자들은 새로운 제품에 대한 열망을 갖게 되었다. 기회를 감지한 Rubinstein과 Arden은 모두 마스카라가 포함된 자체 화장품 브랜드를 출시했다. 이 두 경쟁자의 노력과 대중적 기질을 통해 마스카라는 마침내 미국 사회에서 존경과 호감을 얻었다.
사진과 영화의 발명은 미국에서 마스카라의 인기와 사용을 더욱 촉진시켰다. 특히 영화는 아름다움과 성적 매력에 대한 새로운 기준을 광고했다. 테다 바라(Theda Bara), 폴라 네그리(Pola Negri), 클라라 보우(Clara Bow), 그레타 가르보(Greta Garbo), 마를렌 디트리히(Marlene Dietrich), 베트 데이비스(Bette Davis), 진 할로우(Jean Harlow)와 같은 고전 영화 시대의 유명한 여배우들은 그들의 매력적인 외모를 위해 마스카라에 크게 의존했으며, 이는 일반 여성들이 모방하려고 했던 것이다.
1933년, 법원 기록에 브라운 부인으로 알려진 여성이 속눈썹을 영구적으로 염색하는 데 동의했다.  불행하게도 제품인 래쉬 루어(Lash Lure)는 인체에 매우 유독한 화학물질인 파라페닐렌디아민을 염색제로 사용했다. 당시 화장품은 연방의약국(FDA)의 규제 대상이 아니었고, 파라페닐렌디아민의 위험성도 알려지지 않았다. 치료를 받은 지 몇 시간 만에 브라운 부인은 눈이 따갑고 화끈거리는 심각한 증상을 경험하기 시작했다. 다음 날 아침, 브라운 부인의 눈에는 궤양이 생겨서 흘러나오고 부어서 닫혔다.  래쉬 루어를 사용한 결과 브라운 부인과 다른 15명의 여성이 실명하게 되었고 세균 감염으로 다른 여성 한 명이 사망했다. 1938년 미국 의회가 식품의약청(FDA)에 화장품을 규제할 수 있는 권한을 부여한 것은 래시 루어 사건과 루스 드포레스트 램(Ruth deForest Lamb)의 저서 아메리칸 챔버 오브 호러스(American Chamber of Horrors)에 기록된 사건 이후였다.
몇 년 후인 1957년에 루빈스타인은 마스카라를 딱딱한 케이크에서 로션 기반 크림으로 발전시킨 공식을 만들었다. 그녀는 새로운 마스카라를 브러시와 함께 판매하기 위해 튜브에 포장했다. 사용방법은 크림을 브러쉬에 짜서 속눈썹에 발라주었다. 아직은 지저분하지만 현대적인 마스카라 제품을 향한 한 걸음이었다.
곧 홈이 있는 막대가 특허를 받았다. 이 장치는 매번 사용할 때마다 동일한 양의 마스카라를 흡수한다. 그런 다음 홈이 있는 막대를 오늘날 사용하는 것과 유사한 브러시로 변경했다. 어플리케이터의 변화로 인해 마스카라의 사용이 더욱 쉬워졌고 인기도 높아졌다.
마스카라는 현재 속눈썹 강화 세럼, 식물 성분, 프로 비타민이 풍부한 포뮬러를 포함한 많은 마스카라와 함께 다기능 용도로 사용되는 추세이다. 한국의 기술이 개발의 최전선에 있으며 많은 브랜드에서 속눈썹을 코팅하기 위해 튜빙 방식을 사용한다.

## 안전
콜(kohl), 카잘(kajal), 알카할(al-kahal), 서마(surma), 티로(tiro), 토잘리(tozali), 크왈리(kwalli)가 포함된 화장품은 납 중독 위험을 일으킬 수 있다. 참고로, 마스카라는 석유 정제 후 남은 부산물로 제조한다.
티오메르살(thiomersal)과 같은 수은은 마스카라 제조에 널리 사용된다. 2008년에 미네소타는 미국에서 처음으로 화장품에 의도적으로 첨가된 수은을 금지하여 연방 정부보다 더 엄격한 기준을 적용했다.
다래끼가 생기거나 눈꺼풀이 부어오르는 경우가 더 흔하다. 다래끼와 부은 눈꺼풀은 알레르기 반응으로 더 잘 분류된다. 알레르기 반응은 마스카라의 모든 성분에 의해 자극될 수 있지만 일반적으로 메틸파라벤, 알루미늄 분말, 세테아레스-20, 부틸파라벤 또는 벤질 알코올에 기인한다.
제대로 세척하지 않으면 마스카라는 결막 아래에 검은 덩어리 형태로 침전될 수 있다.

## 같이 보기
- 아이라이너
- 아이섀도우